# ۲۰۱۹

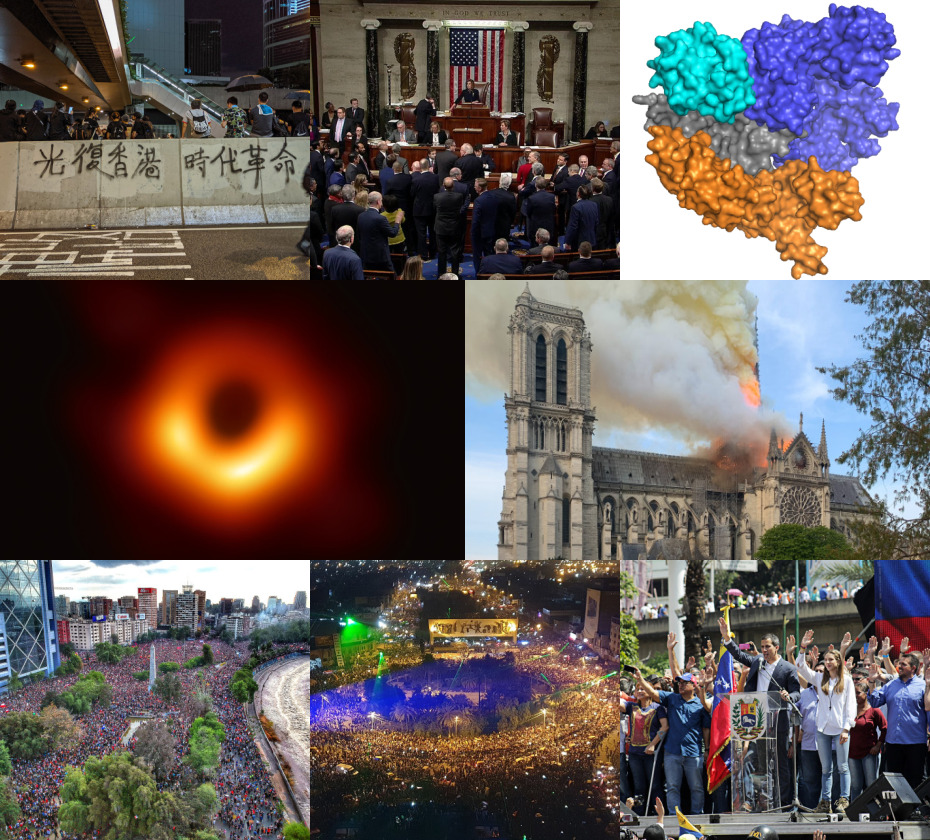

۲۰۱۹ دو هزار و نوزدهمین سال گاه‌شماری میلادی است.

## مناسبت‌ها
- قرار گرفتن سپاه پاسداران در لیست تروریستی آمریکا
- جام ملت‌های آسیا ۲۰۱۹ امارات متحده عربی
- جام جهانی فوتبال زنان ۲۰۱۹ فرانسه
- کوپا آمریکا ۲۰۱۹ برزیل
- جام ملت‌های آفریقا ۲۰۱۹ مصر
- جام طلایی کونکاکاف ۲۰۱۹ آمریکا و کاستاریکا و جامائیکا
- جام جهانی فوتبال زیر ۲۰ سال ۲۰۱۹ لهستان

## رویدادها
- ادامه تظاهرات جنبش جلیقه زردها در فرانسه
- حمله به تأسیسات نفتی آرامکو - عربستان
- اعتراضات گسترده در ایران .(آبان ماه)
- آتش‌سوزی جنگل‌های آمازون - برزیل.
- توپ طلای ۲۰۱۹ به لیونل مسی رسید.
- استعفای نخست‌وزیر عراق در پی اعتراضات که در تاریخ ۸ آذر توسط وی اعلام شد و در ۱۰ آذر به موافقت مجلس عراق رسید. (عادل عبدالمهدی)

## درگذشتگان

### ژانویه
- ۲۱ ژانویه - امیلیانو سالا بازیکن فوتبال آرژانتینی
- ۱۶ آوریل - احمد اقتداری، ایران‌شناس، تاریخ‌نگار و جغرافی‌دان ایرانی (ز. ۱۹۲۵)

‎